# Enric Baader
Heinrich Christian Baader (n. 30 ianuarie 1847, Deidesheim, Palatinat; d. 29 iulie 1928, Timișoara, Regatul României), cunoscut în limba română și ca Enric Baader, și în maghiară ca Henrik Báder, a fost un inginer german, director al Tramvaielor Comunale Timișoara (1867–1918), consilier local și senator.

## Biografie

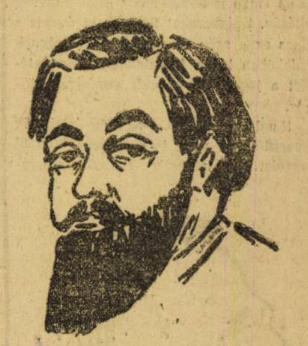
Caricatura a lui Enric Baader, aparută în ediția din 25 decembrie 1924 a ziarului Aradi Közlöny

Heinrich Baader s-a născut în 1847 la Deidesheim, Palatinat, ca fiu al lui Nikolaus Baader și al Theresiei Zimmermann. În anul 1867, în calitate de tânăr inginer, s-a mutat din orașul Ofen în orașul Temesvár de atunci, unde i s-a încredințat responsabilitatea de a planifica tramvaiul cu cai al orașului, care a fost inaugurat în anul 1869. Ulterior, a deținut funcția de director al companiei de transport până în anul 1918, adică a fost și administratorul rețelei de tramvaie electrice introduse în anul 1899. În anul 1873, Baader a fost numit și consilier municipal și a contribuit în această calitate la dezvoltarea tehnică a orașului Timișoara până în anul 1918.
Baader a coordonat construcția școlii secundare, a Teatrului Franz Joseph, a Podului Hunyadi, a Bisericii Sfânta Ecaterina, a școlii comunale din Cetate și a școlii de fete din Fabric.
După ce a efectuat mai multe călătorii de studiu, Baader a adus o contribuție decisivă la introducerea electrificării orașului și a rețelei de tramvaie. Datorită tenacității și convingerii sale, compania de tramvai a cedat în cele din urmă în anul 1899 și a introdus tramvaiul electric. Baader a fost, de asemenea, persoana care a gestionat municipalizarea tramvaiului electric în anul 1903, pentru suma de 2,6 milioane de coroane, în beneficiul tuturor.
În onoarea sa, orașul a înființat în anul 1909 „Fundația Baader” cu o sumă de 20000 de coroane pentru o bursă de studiu în domeniul tehnic.

## Afiliații
- Membru al Comisiei de Construcții a orașului;
- Vicepreședinte (1909) și Președinte (1918) al Camerei de Comerț și Industrie Timișoara;
- Director al Societății Temesvárer Lloyd (1912);
- Președintele al pompierilor voluntari;
- Președinte al Asociației Maghiare de Muzică și Cânt;

## Onoruri
- Crucea de Merit cu Coroană (1891);
- Crucea de cavaler a Ordinului Franz Joseph (1900);
- Cetățean de Onoare al Timișoarei (28 decembrie 1927);[5]
- Strada Enric Baader din cartierul Fabric, situată în imediata vecinătate a fostului depou de tramvaie din zonă;
- „Fundația Baader” pentru o bursă de studiu în domeniul tehnic (1909).